# Trans-World-Airlines-Flug 903
Der Trans-World-Airlines-Flug 903 (Flugnummer: TW 903, Funkrufzeichen: TWA 903) war ein Linieninterkontinentalflug der Trans World Airlines von Bombay nach New York City mit planmäßigen Zwischenstopps in Kairo und Rom. Am 31. August 1950 verunfallte auf diesem Flug eine Lockheed L-749A Constellation auf der Strecke vom Flughafen Kairo-Farouk zum Flughafen Rom-Ciampino bei Itai-El-Barut, nachdem ein Triebwerk explodiert war und die Maschine aufgrund eines Triebwerkbrandes notgelandet werden sollte. Bei dem Unfall wurden alle 55 Insassen an Bord der Maschine getötet.

## Maschine
Die Maschine war eine Lockheed L-749A Constellation mit der Werknummer 2636, die 1950 gebaut und am 2. Mai des gleichen Jahres neu an die Transcontinental and Western Air (TWA) ausgeliefert worden war, welche sich ab dem 17. Mai 1950 Trans World Airlines (TWA) nannte. Die Fluggesellschaft ließ die Maschine mit dem Luftfahrzeugkennzeichen N6004C zu und gab ihr den Taufnamen The Star of Maryland. Das viermotorige Langstreckenflugzeug war mit vier luftgekühlten 18-Zylinder-Doppelsternmotoren vom Typ Curtiss-Wright R3350-BD1 ausgerüstet, die jeweils eine Leistung von 2.500 PS (1.838 kW) hatten. Zum Zeitpunkt des Unfalls hatte die Maschine eine Gesamtbetriebsleistung von 1.100 Betriebsstunden.

## Besatzung
Es befand sich eine siebenköpfige Besatzung an Bord. 
- Der 45-jährige Flugkapitän Walton Beckett Webb arbeitete seit dem 1. Juli 1940 für die TWA. Er war am 1. September 1943 zum Flugkapitän auf Inlands- und am 17. Juni 1946 zum Flugkapitän auf internationalen Flügen befördert worden. Seine Ausbildung auf der Lockheed L-749A Constellation absolvierte er am 17. April 1950. Der Flugkapitän verfügte über 10.665 Stunden Flugerfahrung, wovon er 822 Stunden im Cockpit der Lockheed L-749 Constellation und 43 Stunden im Cockpit der Lockheed L-749A Constellation absolviert hatte.
- Der 34-jährige Erste Offizier Halden Jack Hammitt gehörte seit dem 12. September 1945 der Belegschaft der TWA an und war am 18. Februar 1946 zum Ersten Offizier befördert worden. Seine Ausbildung auf der Lockheed L-749A Constellation absolvierte er am 17. April 1950. Er verfügte über 6.355 Stunden Flugerfahrung, wovon er 308 Stunden im Cockpit der Lockheed L-749 Constellation und 57 Stunden im Cockpit der Lockheed L-749A Constellation absolviert hatte.
- Der 32-jährige Navigator Harley Benjamin Hackett hatte bei der TWA eine Erfahrung von 6.067 Flugstunden absolviert.
- Als weitere Besatzungsmitglieder befanden sich der Flugingenieur Melvin Charles House, der Bordfunker Herbert John Stiles, der Purser Jose J. G. Bernard und die Flugbegleiterin Jeanne C. Lorenzi an Bord.

## Passagiere
Den Flug hatten 48 Passagiere angetreten, darunter die ägyptische Schauspielerin Camelia, der polnische Architekt Maciej Nowicki, der aus Indien zurückkehrte, wo er mit dem Entwurf der Stadt Chandigarh betraut gewesen war, sowie der indische Mathematiker Subayya Sivasankaranarayana Pillai, der auf dem Weg zu einem Kongress an der Harvard University war.

## Flugverlauf und Unfallhergang

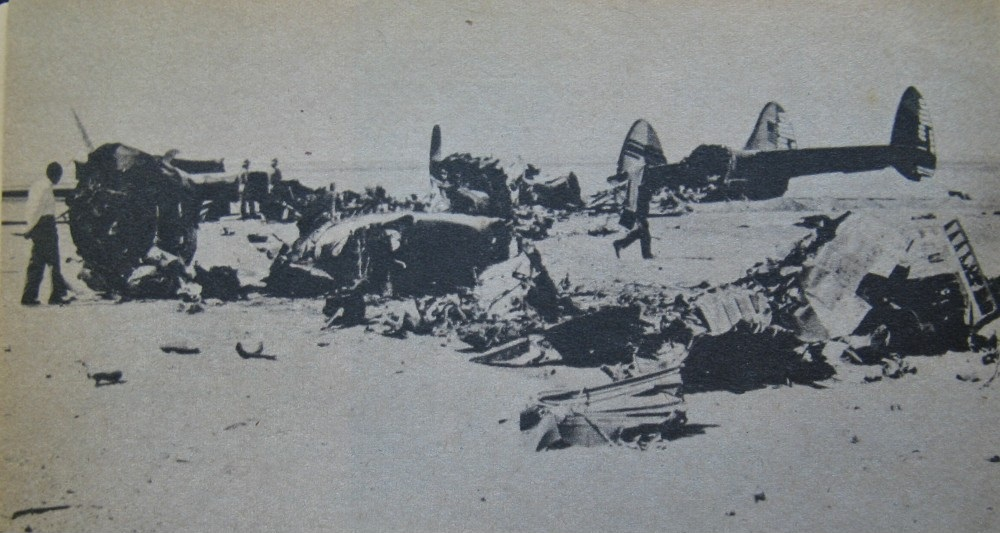
Das Wrack der Maschine

Der TWA-Flug 903 startete am 30. August um 08:34 Uhr in Bombay. Die Maschine traf um 00:17 Uhr in Kairo ein, wo ein kompletter Besatzungswechsel vorgenommen und die Maschine betankt wurde. Das Wetter auf der Strecke war gut und die Constellation verließ Kairo um 01:35 Uhr Ortszeit und befand sich im Steigflug auf die geplante Reiseflughöhe von 14.500 Fuß. Ein routinemäßiger Positionsbericht wurde um 01:55 Uhr durch die Flugsicherung in Kairo empfangen. Während des Steigflugs in 10.000 Fuß (ca. 3.000 Meter) Höhe meldete die Besatzung, dass Triebwerk Nr. 3 brenne und beantragte, umgehend zum Flughafen Kairo zurückzukehren. Während der Rückkehr brach infolge einer feuerbedingten Strukturschwächung das Triebwerk von der Maschine ab. Den Piloten verblieb nunmehr nur die Möglichkeit, eine Notlandung bei Nacht zu versuchen. Dabei schlug die Maschine 65 Meilen (ca. 100 Kilometer) nordnordwestlich von Kairo in der Wüste Wadi Natrun bei Itai-el-Barut auf, alle 55 Insassen kamen ums Leben.

## Ursache
Als Unfallursache konnte der Ausfall eines Hauptwellenlagers ermittelt werden. Dieser habe einen unkontrollierten Brand verursacht, der in einer Bruchlandung endete.